# 横山村 (宮城県)
横山村（よこやまむら）は、昭和29年（1954年）まで宮城県本吉郡の南西部にあった村。現在の登米市津山町横山にあたる。

## 歴史・沿革
- 1875年（明治8年）10月17日 - 水沢県による村落統合にともない、北沢村と南沢村が合併して横山村が成立。村名は気仙道の宿駅・横山宿に由来。
- 1889年（明治22年）4月1日 - 町村制施行にともない、横山村単独で村制施行。
- 1947年（昭和22年）4月17日 - 山火事が集落へ延焼して大火となる。死者3人、家屋175戸が全焼[1]。
- 1954年（昭和29年）11月3日 - 柳津町と合併し、津山町となる。

## 行政
- 歴代村長

| 代 | 氏名         | 就任                   | 退任                      | 備考 |
| -- | ------------ | ---------------------- | ------------------------- | ---- |
| 1  | 大森国助     | 明治22年（1889年）4月  |                           |      |
| 2  | 後藤徳松     | 明治26年（1893年）4月  |                           |      |
| 3  | 辺見幾之助   | 明治27年（1894年）6月  |                           |      |
| 4  | 山田直作     | 明治32年（1899年）8月  |                           |      |
| 5  | 佐々木源助   | 明治35年（1902年）3月  |                           |      |
| 6  | 佐々木松治   | 明治37年（1904年）3月  |                           |      |
| 7  | 後藤治右ェ門 | 明治38年（1905年）6月  |                           |      |
| 8  | 佐藤寅之助   | 明治38年（1905年）9月  |                           |      |
| 9  | 大森国助     | 明治40年（1907年）1月  |                           | 再任 |
| 10 | 山田東治郎   | 明治44年（1911年）4月  |                           |      |
| 11 | 佐々木芳三郎 | 大正元年（1912年）12月 |                           |      |
| 12 | 伊藤熊治     | 大正6年（1917年）6月   |                           |      |
| 13 | 阿部勇助     | 大正10年（1921年）7月  |                           |      |
| 14 | 西条文之助   | 大正13年（1924年）2月  |                           |      |
| 15 | 阿部勇助     | 昭和3年（1928年）10月  |                           | 再任 |
| 16 | 伊藤熊治     | 昭和7年（1932年）10月  |                           | 再任 |
| 17 | 西条文之助   | 昭和9年（1934年）4月   |                           | 再任 |
| 18 | 佐々木京助   | 昭和13年（1938年）5月  |                           |      |
| 19 | 佐々木寅一   | 昭和19年（1944年）8月  |                           |      |
| 20 | 伊藤博       | 昭和21年（1946年）12月 |                           |      |
| 21 | 西条善蔵     | 昭和22年（1947年）4月  |                           |      |
| 22 | 伊藤博       | 昭和26年（1951年）4月  | 昭和29年（1954年）11月2日 | 再任 |